# Mètode vapor-líquid-sòlid

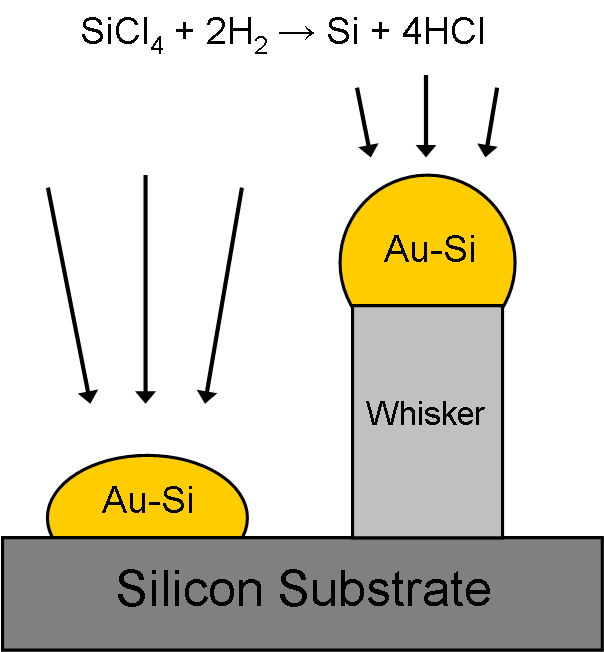
Figura 1: Il·lustració esquemàtica del creixement de bigotis de Si a partir de la reacció de les fases de vapor SiCl _{4} i H₂. Aquesta reacció és catalitzada per la gota d'or-silici dipositada a la superfície de l'oblia abans del creixement dels bigotis.

El mètode vapor-líquid-sòlid (VLS) és un mecanisme per al creixement d'estructures unidimensionals, com els nanofils, a partir de la deposició química de vapor. El creixement d'un cristall mitjançant l'adsorció directa d'una fase gasosa sobre una superfície sòlida és generalment molt lent. El mecanisme VLS eludeix això introduint una fase d'aliatge líquid catalítica que pot adsorbir ràpidament un vapor fins a nivells de sobresaturació, i a partir de la qual es pot produir posteriorment el creixement de cristalls a partir de llavors nucleades a la interfície líquid-sòlid. Les característiques físiques dels nanocables cultivats d'aquesta manera depenen, de manera controlable, de la mida i les propietats físiques de l'aliatge líquid.

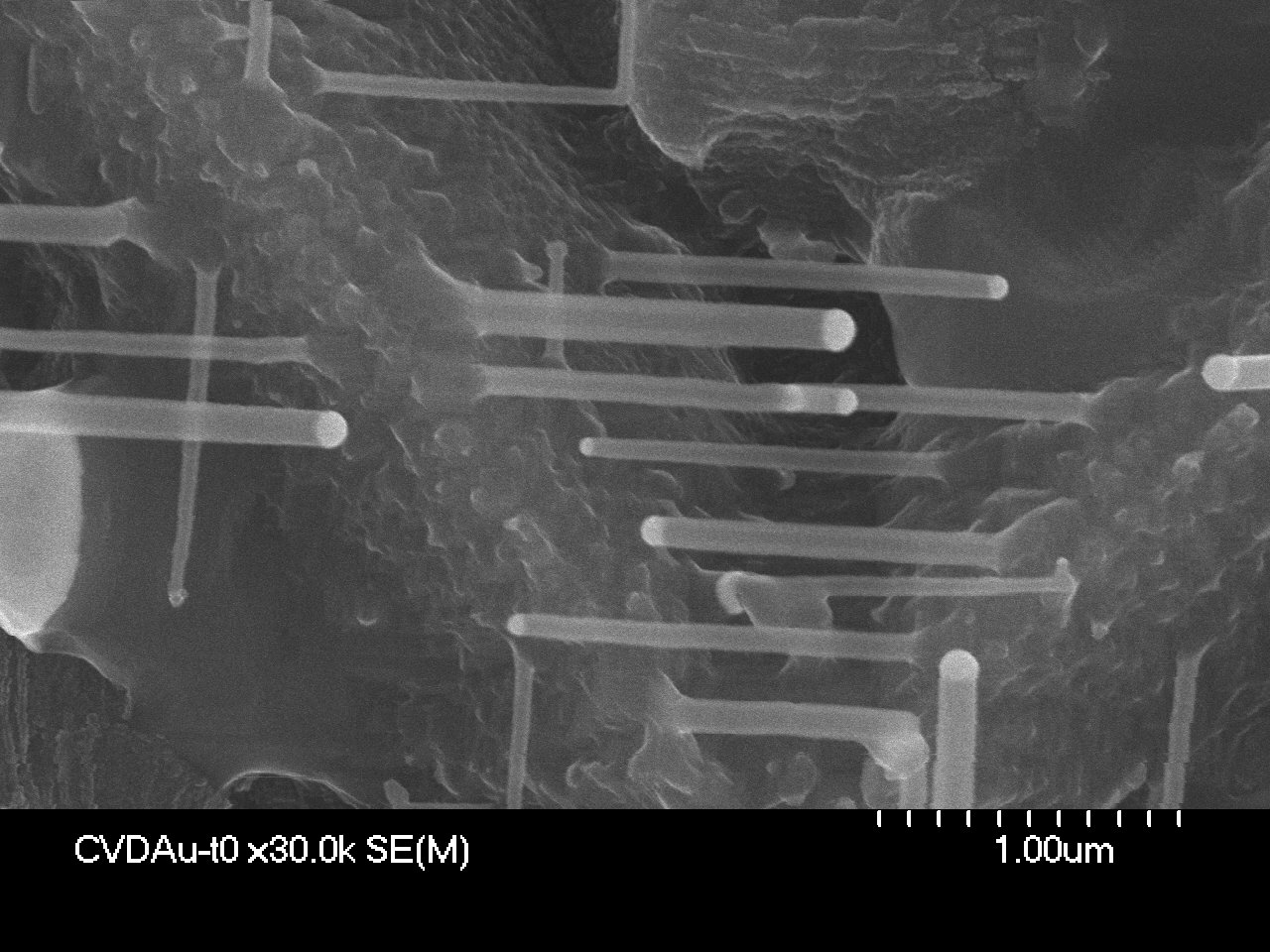
Figura 2: Creixement CVD de nanofils de Si utilitzant catalitzadors de partícules Au.

## Antecedents històrics
El mecanisme VLS es va proposar el 1964 com una explicació per al creixement de bigotis de silici a partir de la fase gasosa en presència d'una gota d'or líquid col·locada sobre un substrat de silici. L'explicació va ser motivada per l'absència de dislocacions del cargol axial als bigotis (que en si mateixes són un mecanisme de creixement), el requisit de la gota d'or per al creixement i la presència de la gota a la punta del bigotis durant tot el procés de creixement.

## Introducció
El mecanisme VLS es descriu normalment en tres etapes:
- Preparació d'una gota d'aliatge líquid sobre el substrat a partir del qual s'ha de fer créixer un fil.
- Introducció de la substància a cultivar en forma de vapor, que s'adsorbeix a la superfície del líquid i es difon a la gota.
- Supersaturació i nucleació a la interfície líquid/sòlid que condueixen al creixement de cristalls axials.

## Tècnica experimental[4]
El procés VLS es realitza de la següent manera:
1. La pel·lícula Au (~1–10nm) es diposita sobre un substrat d'oblia de silici (Si) mitjançant deposició per pols o evaporació tèrmica.
2. L'oblia es recuita a temperatures superiors al punt eutèctic Au-Si, creant gotes d'aliatge Au-Si a la superfície de l'oblia (com més gruixuda sigui la pel·lícula Au, més grans són les gotes). Barrejar Au amb Si redueix molt la temperatura de fusió de l'aliatge en comparació amb els components de l'aliatge. La temperatura de fusió de l'aliatge Au:Si arriba a un mínim (~363 °C) quan la proporció dels seus components és de 4:1 Au:Si, també conegut com a punt eutèctic Au:Si.
3. Les tècniques de litografia també es poden utilitzar per manipular de manera controlada el diàmetre i la posició de les gotes (i com veureu a continuació, els nanocables resultants).
4. A continuació, els nanocables cristal·lins unidimensionals es fan créixer mitjançant un procés de deposició de vapor físic o químic catalitzat per gotetes d'aliatge de metall líquid, que té lloc en un sistema de deposició al buit. Les gotes d'Au-Si a la superfície del substrat actuen per reduir l'energia d'activació del creixement normal de vapor-sòlid. Per exemple, el Si es pot dipositar mitjançant una reacció de barreja gasosa de SiCl4:H₂ (deposició química de vapor), només a temperatures superiors als 800°C, en creixement vapor-sòlid normal. A més, per sota d'aquesta temperatura gairebé no es diposita Si a la superfície de creixement. Tanmateix, les partícules Au poden formar gotes eutèctiques Au-Si a temperatures superiors a 363 °C i adsorbeix Si de l'estat de vapor (perquè Au pot formar una solució sòlida amb totes les concentracions de Si fins al 100%) fins a assolir un estat sobresaturat de Si en Au. A més, les gotes d'Au-Si de mida nanomètrica tenen punts de fusió molt més baixos (ref) perquè la relació àrea de superfície a volum està augmentant, esdevenint energèticament desfavorable, i les partícules de mida nanomètrica actuen per minimitzar la seva energia superficial formant gotes (esferes o mitjanes). esferes).
5. Si té un punt de fusió molt més alt (~ 1414 °C) que el de l'aliatge eutèctic, per tant, els àtoms de Si precipiten fora de la gota d'aliatge líquid sobresaturada a la interfície líquid-aliatge/sòlid-Si, i la gota s'eleva de la superfície. Aquest procés s'il·lustra a la figura 1.

## Mecanisme de creixement

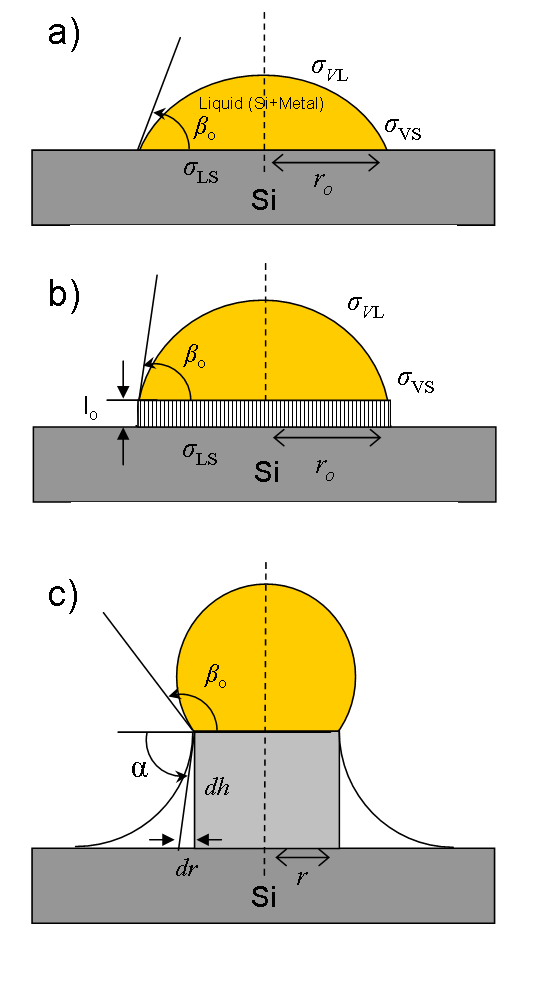
Figura 4: Il·lustració esquemàtica del creixement de bigotis catalitzat per aliatges metàl·lics que representa la formació de gotetes de catalitzador durant les primeres etapes del creixement de bigotis.

### Formació de gotes de catalitzador[5]
El sistema de materials utilitzats, així com la neteja del sistema de buit i, per tant, la quantitat de contaminació i/o la presència de capes d'òxid a la superfície de la gota i de l'oblia durant l'experiment, influeixen molt en la magnitud absoluta de les forces presents a l'experiment. interfície gota/superfície i, al seu torn, determinar la forma de les gotes. La forma de la gota, és a dir, l'angle de contacte (β0, vegeu la figura 4) es pot modelar matemàticament, però, les forces reals presents durant el creixement són extremadament difícils de mesurar experimentalment. No obstant això, la forma d'una partícula de catalitzador a la superfície d'un substrat cristal·lí està determinada per un equilibri de les forces de tensió superficial i la tensió de la interfície líquid-sòlid. El radi de la gota varia amb l'angle de contacte com:
{\displaystyle R={\frac {r_{\mathrm {o} }}{\sin(\beta _{\mathrm {o} })}},}
on r 0 és el radi de l'àrea de contacte i β 0 es defineix per una equació de Young modificada:
{\displaystyle \sigma _{\mathrm {1} }\cos(\beta _{\mathrm {o} })=\sigma _{\mathrm {s} }-\sigma _{\mathrm {ls} }-{\frac {\tau }{r_{\mathrm {o} }}}}
Depèn de les tensions de la superfície (σs) i de la interfície líquid-sòlid (σls), així com d'una tensió de línia addicional (τ) que entra en vigor quan el radi inicial de la gota és petit (nanositzat). A mesura que un nanocable comença a créixer, la seva alçada augmenta en una quantitat dh i el radi de l'àrea de contacte disminueix en una quantitat dr (vegeu la figura 4). A mesura que el creixement continua, l'angle d'inclinació a la base dels nanofils (α, establert com a zero abans del creixement del bigoti) augmenta, igual que β0 :
{\displaystyle \sigma _{\mathrm {1} }\cos(\beta _{\mathrm {o} })=\sigma _{\mathrm {s} }\cos(\alpha )-\sigma _{\mathrm {ls} }-{\frac {\tau }{r_{\mathrm {o} }}}}
Per tant, la tensió de la línia influeix molt en l'àrea de contacte del catalitzador. El resultat més important d'aquesta conclusió és que diferents tensions de línia donaran lloc a diferents modes de creixement. Si les tensions de la línia són massa grans, es produirà un creixement de nanohilllock i, per tant, aturarà el creixement.